# Peiralèu
Peiralèu (en francès Peyreleau) és un municipi francès situat al departament de l'Avairon i a la regió d'Occitània. Limita al nord amb Mostuèjols, Le Rozier (Losera) i Saint-Pierre-des-Tripiers (Losera), a l'est amb Veyreau, al sud-est amb Saint-André-de-Vézines. al sud amb La Roque-Sainte-Marguerite i a l'oest amb La Cressa i Rivière-sur-Tarn.

## Demografia
| 1962                                       | 1968 | 1975 | 1982 | 1990 | 1999 | 2006 |
| ------------------------------------------ | ---- | ---- | ---- | ---- | ---- | ---- |
| 51                                         | 95   | 110  | 100  | 77   | 70   | 68   |
| Des de 1962: població sense dobles comptes |      |      |      |      |      |      |

## Administració
| Període   | Identitat      | Partit |
| --------- | -------------- | ------ |
| 2001-2008 | Joël Espinasse |        |
| 2008-     | Jean Leymarie  |        |